# Oluyemi Kayode
Oluyemi Kayode (né le 7 juillet 1968 et mort le 1er octobre 1994) est un athlète nigérian spécialiste du sprint.

## Biographie
Il remporte la médaille d'argent du relais 4 × 100 mètres lors des Jeux olympiques de 1992 aux côtés de ses compatriotes Chidi Imoh, Olapade Adeniken et Davidson Ezinwa. L'équipe du Nigeria, qui établit le temps de 37 s 98, s'incline face à l'équipe des États-Unis. À titre individuel, il se classe septième de la finale du 200 mètres dans le temps de 20 s 67. L'année suivante, Kayode s'adjuge la médaille d'argent du 200 mètres lors des Championnats d'Afrique 1993 où il s'incline face au Sud-africain Johan Rossouw. Il remporte sur cette distance le titre national en 1993 et 1994.
Il meurt des suites d'un accident de la route le 1er octobre 1994 dans le nord de l'Arizona. Un stade situé à Ado Ekiti au Nigeria porte son nom.

### Palmarès
| Date | Compétition            | Lieu      | Résultat | Épreuve   |
| ---- | ---------------------- | --------- | -------- | --------- |
| 1991 | Jeux africains         | Le Caire  | 1er      | 4 × 100 m |
| 1992 | Jeux olympiques        | Barcelone | 7e       | 200 m     |
| 1992 | Jeux olympiques        | Barcelone | 2e       | 4 × 100 m |
| 1993 | Championnats d'Afrique | Durban    | 2e       | 200 m     |
| 1993 | Championnats d'Afrique | Durban    | 2e       | 4 × 100 m |

### Records
| Épreuve | Performance | Lieu     | Date           |
| ------- | ----------- | -------- | -------------- |
| 100 m   | 10 s 31     | Lausanne | 6 juillet 1994 |
| 200 m   | 20 s 42     | Cologne  | 1er août 1993  |